# Торессон, Уильям
Уильям Торессон (швед. William Thoresson; род. 1932) — шведский гимнаст, олимпийский чемпион.

## Биография и достижения
Родился 31 мая 1932 года в Гётеборге.
Был участником летних Олимпийских играх 1952, 1956, 1960 и 1964 годов во всех соревнованиях по спортивной гимнастике и выиграл две медали: золото — в 1952 году и серебро — в 1956 году. Бронзовой медали был удостоен на чемпионате мира по гимнастике 1954 года.
После окончания спортивной карьеры, работал в качестве учителя и тренера, включая шестилетний срок пребывания в Каракасе, Венесуэла. Затем вернулся в Швецию и еще в течение долее 20 лет работал учителем физкультуры начальной школы в своем родном городе.
В 2001 году Уильям Торессон был включен в Международный зал славы гимнастики.